# Thaumalea galibierensis
Thaumalea galibierensis är en tvåvingeart som beskrevs av Vaillant 1953. Thaumalea galibierensis ingår i släktet Thaumalea och familjen mätarmyggor. Inga underarter finns listade i Catalogue of Life.